# 十二甲基环己硅烷
十二甲基环己硅烷是一种有机硅化合物，化学式为(CH3)12Si6，它是容易制备且便于储存的聚硅烷之一。它可由二甲基二氯硅烷和钾钠合金反应得到：
6 (CH3)2SiCl2  +  12 M  →  (CH3)12Si6  +  12 MCl （M=Na/K）
这个反应也会产生聚二甲基硅烷和十甲基环戊硅烷。
单晶衍射表明，它具有椅式构象。

## 反应
十二甲基环己硅烷和叔丁醇钾反应，可以得到相应的钾衍生物：
(CH3)12Si6  +  KOBu-t  →   (CH3)11Si6K  +  CH3OBu-t